# Altaj járás (Hovd)
Altaj járás (mongol nyelven: Алтай сум) Mongólia Hovd tartományának egyik járása. Területe 13 100 km². Népessége kb. 2200 fő, nagyrészt zahcsinok lakják.
A tartomány déli, félsivatagos részén terül el. 
Székhelye Bor-Üdzűr (Бор-Үзүүр), mely 320 km-re délre fekszik Hovd tartományi székhelytől.